# Jaramogi Oginga Odinga
Jaramogi Ajuma Oginga Odinga (octubre de 1911 – 20 de gener de 1994) fou un cap luo que va esdevenir una figura destacada en la lluita per la independència de Kenya. Més tard va exercir com a primer vicepresident de Kenya, i després com a líder de l'oposició. El fill d'Odinga, Raila Odinga, és l'antic primer ministre, i el seu altre fill, Oburu Odinga, és un antic ministre adjunt al Ministeri d'Hisenda.
A Oginga Odinga se li atribueix la frase «Not Yet Uhuru» («Encara no uhuru»), que és el títol de la seva autobiografia escrita a la dècada de 1980 durant el seu temps sota arrest domiciliari. Uhuru significa llibertat en suahili i es referia a la seva creença que fins i tot després de la independència del colonialisme britànic, la brutal opressió de l'oposició en els assumptes polítics a Kenya, significava que el país encara no havia assolit la llibertat real. El fill de Jaramogi, Raila, també va estar detingut durant un període de vuit anys.

## Primers anys i carrera
Oginga Odinga va néixer al poble de Nyamira Kang'o, comtat de Siaya, província de Nyanza, fill de Mama Opondo Nyamagolo i Odinga Raila. A la seva autobiografia, Not Yet Uhuru, Odinga estima que la data del seu naixement és l'octubre de 1911. Fou batejat amb el nom d'Obadiah Adonijah, però més tard renunciaria als seus noms cristians i es va fer conèixer com a Oginga Odinga. Fou alumne de l'Escola Maseno i de l'Institut Alliance. Va anar a la Universitat de Makerere el 1940 i va tornar a l'escola secundària de Maseno com a professor. El 1948 es va unir al partit polític Kenya African Union (KAU).
Impulsat per potenciar el seu grup ètnic luo, Odinga va iniciar la Luo Thrift and Trading Corporation (registrada el 1947). Amb el temps, Odinga i el seu grup es van comprometre a enfortir la unió entre el poble luo a tota l'Àfrica oriental. Els seus esforços li van valer l'admiració i el reconeixement entre els luo, que el veneraven com a Ker, un títol que abans tenia el llegendari rei clàssic luo, Ramogi Ajwang, que va regnar quatre-cents anys abans que ell. Després de jurar mantenir els ideals de Ramogi Ajwang, Odinga es va fer conegut com a Jaramogi (home del poble de Ramogi).

## Vicepresidència
Segons la tradició luo, un Ker no pot ser polític, per la qual cosa Odinga va renunciar al seu càrrec de rei el 1957 i es convertí en el portaveu polític de la seva ètnia. El mateix any, fou elegit membre del Consell Legislatiu per a la circumscripció central de Nyanza, i el 1958 es va unir a la Unió Africana de Kenya (KAU). Fou un dels fundadors del Moviment per la Independència de Kenya el 1959, i el 1960, juntament amb Tom Mboya, s'afegí a la Unió Nacional Africana de Kenya (KANU). Quan Kenya es convertí en República el 1964, en fou el seu primer vicepresident.
Com a vicepresident no estava d'acord amb el govern de Jomo Kenyatta. Mentre que Odinga havia demanat llaços més estrets amb la República Popular de la Xina, la Unió Soviètica i altres països del Pacte de Varsòvia, Kenyatta era partidari d'apropar-se als Estats Units i al bloc occidental. Això va portar a Odinga a renunciar al seu càrrec i a deixar KANU el 1966 per formar la Unió Popular de Kenya (KPU).

## A l'oposició
La fricció entre Odinga i Kenyatta va continuar, i el 1969 Odinga fou arrestat després que tots dos s'insultessin mútuament públicament a Kisumu, i on almenys onze persones van morir i desenes van resultar ferides en disturbis. Va estar detingut durant divuit mesos fins que el Govern va prendre la decisió d'alliberar-lo el 27 de març de 1971. Va passar als llimbs polítics fins després de la mort de Kenyatta l'agost de 1978.
El successor de Kenyatta, Daniel arap Moi, va nomenar Odinga com a president de la Cotton Lint and Seed Marketing Board. No va durar gaire al càrrec, suposadament perquè encara es va mostrar obertament contra les polítiques de Kenyatta. Odinga va intentar registrar un partit polític el 1982, però quan el fiscal general Charles Njonjo modificà la constitució (que va convertir Kenya en un estat de partit únic de jure), els seus plans van ser frustrats.
Després del cop d'estat fallit de 1982 contra el govern de Moi, Odinga fou posat sota arrest domiciliari a Kisumu. El 1990, va intentar, en va, amb altres persones, registrar un partit d'oposició, el Partit Nacional Democràtic. El 1991 fou cofundador del Fòrum per a la Restauració de la Democràcia (FORD), partit del qual esdevingué president interí. La formació de FORD va desencadenar una cadena d'esdeveniments que havien de canviar el panorama polític de Kenya, que van culminar amb la fi dels quaranta anys de KANU al poder, vuit anys després de la mort d'Odinga.

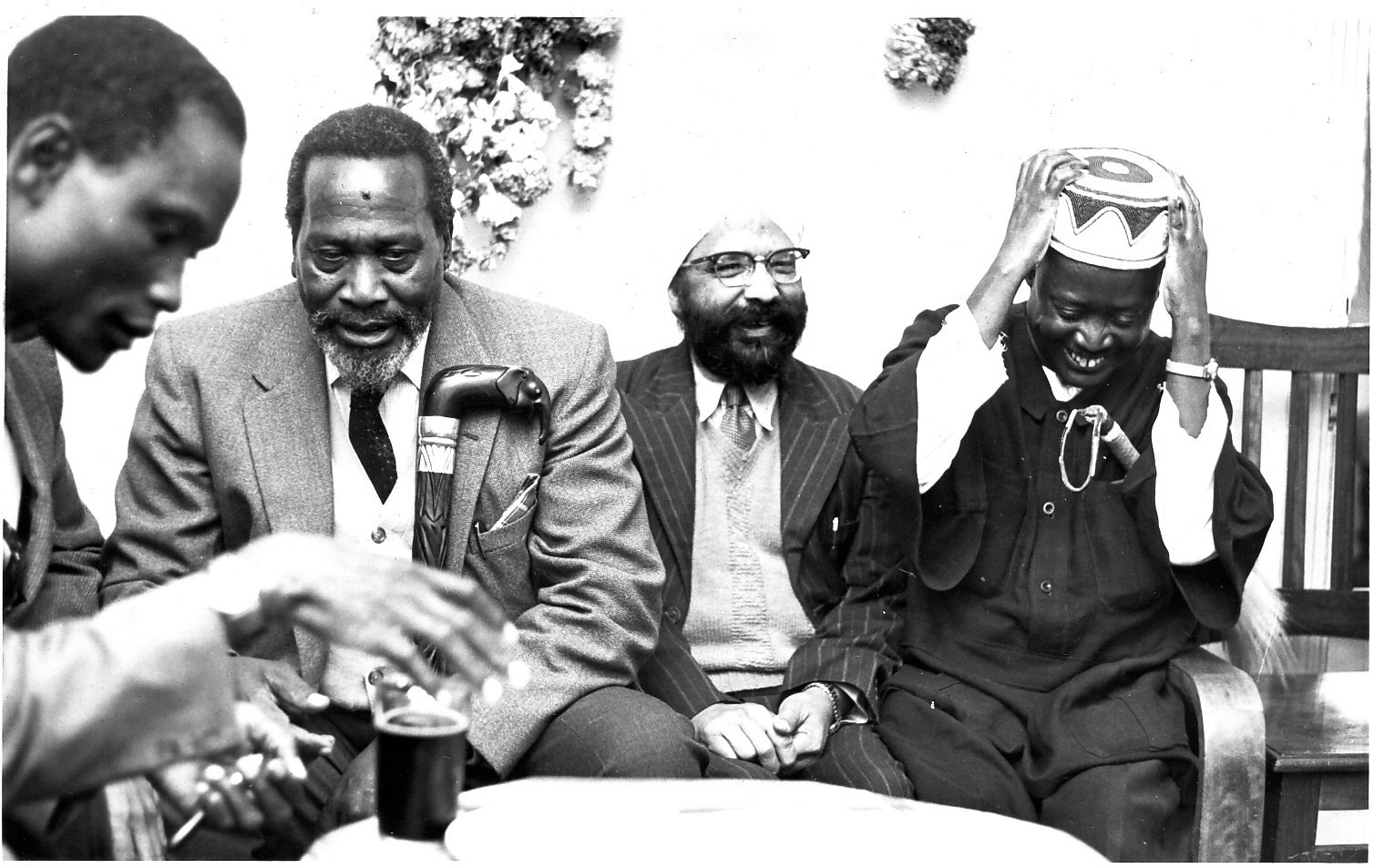
D'esquerra a dreta Achieng Oneko, Jomo Kenyatta, Makhan Singh i Oginga Odinga el 1961

FORD es va dividir abans de les eleccions de 1992. El mateix Odinga va competir per la presidència amb el FORD, però va acabar quart amb una quota del 17,5% dels vots. No obstant això, va recuperar l'escó de la circumscripció de Bondo després de ser obligat a sortir de la política parlamentària durant més de dues dècades. Odinga va morir el 1994.

## Vida privada
Odinga practicava la poligàmia i tenia quatre esposes: Mary Juma, Gaudencia Adeya, Susan Agik i Betty Adongo. Amb aquestes dones va tenir disset fills. Mary és la mare de Raila i Oburu. Mary va morir el 1984.